# Presezzo
Presezzo ist eine norditalienische Gemeinde (comune) mit 4770 Einwohnern (Stand 31. Dezember 2023) in der Provinz Bergamo in der Lombardei. 
Die Gemeinde liegt etwa acht Kilometer westlich von Bergamo und 40 Kilometer östlich von Mailand. 
Die Gemeinde liegt in der Isola Bergamasca.
Durch das Gemeindegebiet fließt der Sturzbach (Torrente) Lesina Richtung Brembo.

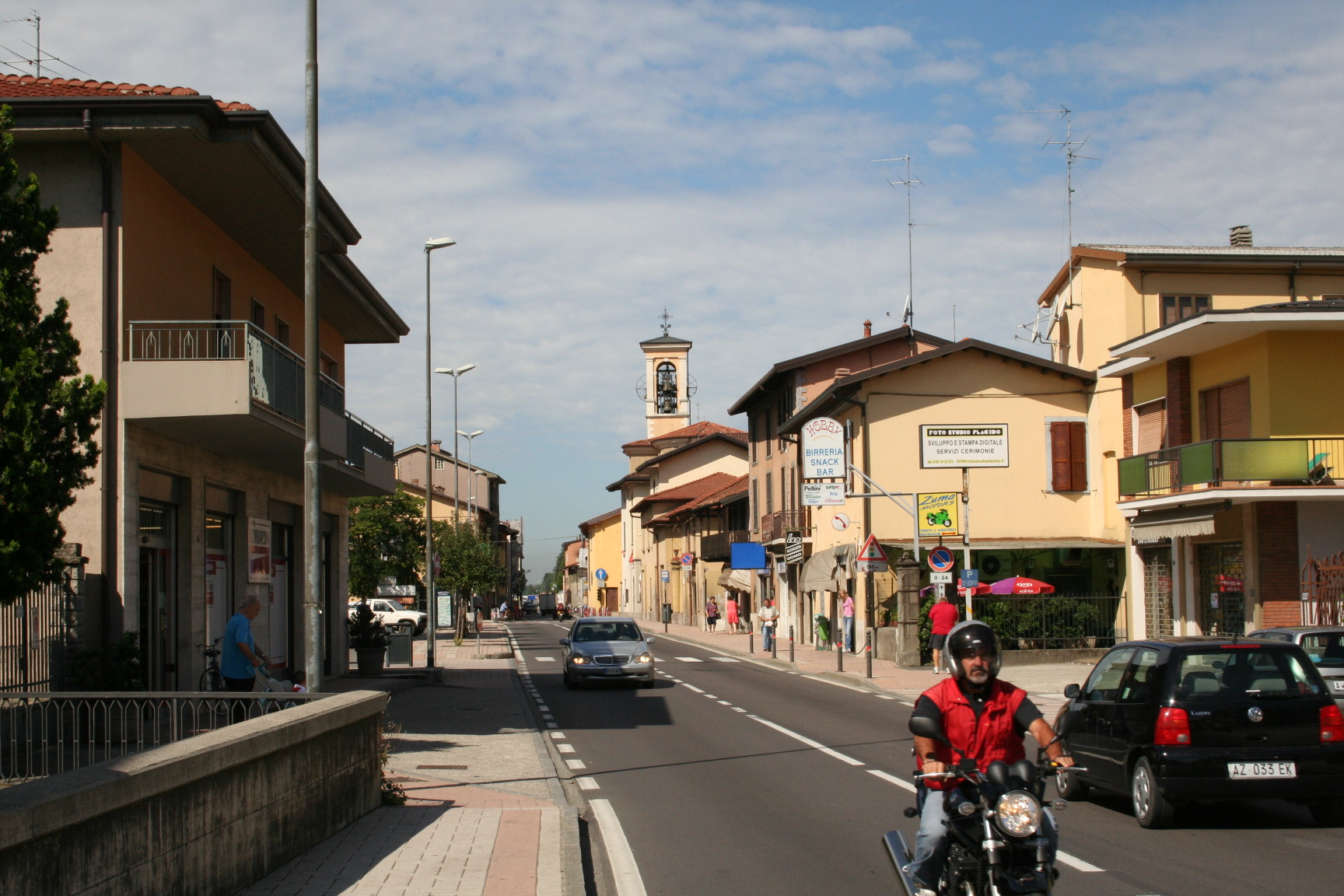
Ortskern von Presezzo